# Temporada 1996-97 de los Orlando Magic
La temporada 1996-97 fue la octava de los Orlando Magic en la NBA. La temporada regular acabó con 45 victorias y 37 derrotas, ocupando el séptimo puesto de la conferencia Este, clasificándose para los playoffs, en los que cayeron en primera ronda ante los Miami Heat.

## Elecciones en elDraft
| Ronda | Puesto | Jugador        | Posición  | Nacionalidad   | Universidad |
| ----- | ------ | -------------- | --------- | -------------- | ----------- |
| 1     | 27     | Brian Evans    | Ala-pívot | Estados Unidos | Indiana     |
| 2     | 49     | Amal McCaskill | Pívot     | Estados Unidos | Marquette   |

## Temporada regular
| División Atlántico   | División Atlántico | División Atlántico | División Atlántico | División Atlántico | División Atlántico | División Atlántico | División Atlántico | División Atlántico |
| Equipo               | G                  | P                  | %                  | PD                 | Casa               | Fuera              | Div                |                    |
| -------------------- | ------------------ | ------------------ | ------------------ | ------------------ | ------------------ | ------------------ | ------------------ | ------------------ |
| y-Miami Heat         | 61                 | 21                 | .744               | –                  | 29–12              | 32–9               | 16–8               |                    |
| x-New York Knicks    | 57                 | 25                 | .695               | 4                  | 31–10              | 26–15              | 19–6               |                    |
| x-Orlando Magic      | 45                 | 37                 | .549               | 16                 | 26–15              | 19–22              | 13–11              |                    |
| x-Washington Bullets | 44                 | 38                 | .537               | 17                 | 25–16              | 19–22              | 14–10              |                    |
| New Jersey Nets      | 26                 | 56                 | .317               | 35                 | 16–25              | 10–31              | 11–13              |                    |
| Philadelphia 76ers   | 22                 | 60                 | .268               | 39                 | 11–30              | 11–30              | 11–14              |                    |
| Boston Celtics       | 15                 | 67                 | .183               | 46                 | 11–30              | 4–37               | 1–23               |                    |

## Playoffs

### Primera ronda
Miami Heat  vs. Orlando Magic
| Fecha       | Partido                          | Ciudad  |
| ----------- | -------------------------------- | ------- |
| 24 de abril | Miami Heat 99, Orlando Magic 64  | Miami   |
| 27 de abril | Miami Heat 104, Orlando Magic 87 | Miami   |
| 29 de abril | Orlando Magic 88, Miami Heat 75  | Orlando |
| 1 de mayo   | Orlando Magic 99, Miami Heat 91  | Orlando |
| 4 de mayo   | Miami Heat 94, Orlando Magic 83  | Miami   |
|             | Miami Heat gana las series 3-2   |         |

## Estadísticas

### Temporada regular
| Rk | Jugador           | Edad | Pos. | P  | PT | MP   | TC  | TCI  | %TC   | T3  | T3I | %T3  | TL  | TLI | %TL   | RO  | RD  | RT  | AS  | RB  | TAP | BP  | FP  | PTS  |
| -- | ----------------- | ---- | ---- | -- | -- | ---- | --- | ---- | ----- | --- | --- | ---- | --- | --- | ----- | --- | --- | --- | --- | --- | --- | --- | --- | ---- |
| 1  | Anfernee Hardaway | 25   | PG   | 59 | 59 | 37.6 | 7.1 | 15.9 | .447  | 1.4 | 4.5 | .318 | 4.8 | 5.8 | .820  | 1.4 | 3.1 | 4.5 | 5.6 | 1.6 | 0.6 | 2.5 | 2.1 | 20.5 |
| 2  | Horace Grant      | 31   | PF   | 67 | 67 | 37.3 | 5.3 | 10.4 | .515  | 0.0 | 0.1 | .167 | 1.9 | 2.7 | .715  | 3.1 | 5.9 | 9.0 | 2.4 | 1.5 | 1.0 | 1.5 | 2.3 | 12.6 |
| 3  | Rony Seikaly      | 31   | C    | 74 | 68 | 35.3 | 6.2 | 12.3 | .507  | 0.0 | 0.0 | .000 | 4.8 | 6.8 | .714  | 3.7 | 5.8 | 9.5 | 1.2 | 0.7 | 1.4 | 2.9 | 3.7 | 17.3 |
| 4  | Nick Anderson     | 29   | SG   | 63 | 61 | 34.3 | 4.6 | 11.5 | .397  | 2.3 | 6.4 | .353 | 0.6 | 1.5 | .404  | 1.0 | 3.8 | 4.8 | 2.9 | 1.9 | 0.5 | 1.4 | 2.5 | 12.0 |
| 5  | Dennis Scott      | 28   | SF   | 66 | 62 | 32.8 | 4.5 | 11.3 | .398  | 2.2 | 5.7 | .394 | 1.2 | 1.5 | .792  | 0.6 | 2.5 | 3.1 | 2.1 | 1.1 | 0.3 | 1.2 | 2.1 | 12.5 |
| 6  | Donald Royal      | 30   | SF   | 1  | 1  | 29.0 | 4.0 | 10.0 | .400  | 0.0 | 0.0 |      | 4.0 | 4.0 | 1.000 | 1.0 | 0.0 | 1.0 | 1.0 | 0.0 | 0.0 | 3.0 | 3.0 | 12.0 |
| 7  | Gerald Wilkins    | 33   | SG   | 80 | 26 | 27.5 | 4.0 | 9.5  | .426  | 0.8 | 2.5 | .325 | 1.7 | 2.4 | .716  | 0.7 | 1.4 | 2.2 | 2.2 | 0.7 | 0.2 | 1.5 | 1.8 | 10.6 |
| 8  | Derek Strong      | 28   | PF   | 82 | 21 | 24.4 | 3.2 | 7.1  | .447  | 0.0 | 0.2 | .000 | 2.1 | 2.7 | .803  | 2.1 | 4.2 | 6.3 | 0.9 | 0.6 | 0.2 | 1.2 | 2.4 | 8.5  |
| 9  | Brian Shaw        | 30   | PG   | 77 | 31 | 24.2 | 2.5 | 6.7  | .366  | 0.8 | 2.5 | .325 | 1.4 | 1.8 | .793  | 0.6 | 1.9 | 2.5 | 4.1 | 0.9 | 0.3 | 2.2 | 2.6 | 7.2  |
| 10 | Felton Spencer    | 29   | C    | 1  | 1  | 19.0 | 2.0 | 2.0  | 1.000 | 0.0 | 0.0 |      | 0.0 | 0.0 |       | 5.0 | 1.0 | 6.0 | 1.0 | 0.0 | 0.0 | 1.0 | 2.0 | 4.0  |
| 11 | Darrell Armstrong | 28   | PG   | 67 | 0  | 15.1 | 2.0 | 5.1  | .383  | 0.8 | 2.7 | .304 | 1.4 | 1.6 | .868  | 0.5 | 0.6 | 1.1 | 2.6 | 0.9 | 0.1 | 1.5 | 1.7 | 6.1  |
| 12 | Danny Schayes     | 37   | PF   | 45 | 6  | 12.0 | 1.0 | 2.7  | .392  | 0.0 | 0.0 | .000 | 0.9 | 1.2 | .750  | 0.9 | 1.9 | 2.8 | 0.3 | 0.3 | 0.4 | 0.6 | 1.6 | 3.0  |
| 13 | David Vaughn      | 23   | PF   | 35 | 6  | 8.5  | 0.9 | 2.1  | .431  | 0.0 | 0.0 |      | 0.5 | 0.9 | .633  | 1.0 | 1.7 | 2.7 | 0.2 | 0.2 | 0.4 | 0.8 | 1.2 | 2.3  |
| 14 | Kenny Smith       | 31   | PG   | 6  | 0  | 7.8  | 1.0 | 2.2  | .462  | 0.5 | 0.8 | .600 | 0.3 | 0.3 | 1.000 | 0.2 | 0.2 | 0.3 | 0.7 | 0.0 | 0.0 | 1.0 | 0.5 | 2.8  |
| 15 | Amal McCaskill    | 23   | C    | 17 | 1  | 6.4  | 0.6 | 1.9  | .313  | 0.0 | 0.1 | .000 | 0.5 | 0.7 | .667  | 0.2 | 1.1 | 1.3 | 0.4 | 0.2 | 0.3 | 0.6 | 0.4 | 1.6  |
| 16 | Dell Demps        | 26   | SG   | 2  | 0  | 5.0  | 0.0 | 1.5  | .000  | 0.0 | 0.5 | .000 | 1.0 | 1.0 | 1.000 | 0.0 | 0.0 | 0.0 | 0.0 | 0.5 | 0.0 | 0.0 | 0.5 | 1.0  |
| 17 | Brian Evans       | 23   | SF   | 14 | 0  | 4.2  | 0.6 | 1.6  | .364  | 0.3 | 0.6 | .500 | 0.0 | 0.0 |       | 0.1 | 0.5 | 0.6 | 0.5 | 0.1 | 0.1 | 0.1 | 0.4 | 1.4  |

### Playoffs
| Rk | Jugador           | Edad | Pos. | P | PT | MP   | TC   | TCI  | %TC   | T3  | T3I | %T3  | TL  | TLI  | %TL   | RO  | RD  | RT   | AS  | RB  | TAP | BP  | FP  | PTS  |
| -- | ----------------- | ---- | ---- | - | -- | ---- | ---- | ---- | ----- | --- | --- | ---- | --- | ---- | ----- | --- | --- | ---- | --- | --- | --- | --- | --- | ---- |
| 1  | Anfernee Hardaway | 25   | PG   | 5 | 5  | 44.0 | 10.4 | 22.2 | .468  | 2.2 | 6.0 | .367 | 8.0 | 10.8 | .741  | 1.4 | 4.6 | 6.0  | 3.4 | 2.4 | 1.4 | 1.8 | 2.8 | 31.0 |
| 2  | Derek Strong      | 28   | PF   | 5 | 5  | 39.0 | 4.2  | 8.0  | .525  | 0.0 | 0.2 | .000 | 3.8 | 5.0  | .760  | 4.0 | 6.0 | 10.0 | 0.8 | 0.4 | 0.4 | 2.8 | 4.0 | 12.2 |
| 3  | Gerald Wilkins    | 33   | SG   | 5 | 0  | 28.8 | 3.2  | 9.0  | .356  | 0.6 | 1.8 | .333 | 2.4 | 2.8  | .857  | 0.6 | 1.2 | 1.8  | 0.8 | 0.0 | 0.4 | 0.6 | 1.4 | 9.4  |
| 4  | Rony Seikaly      | 31   | C    | 3 | 3  | 28.7 | 2.3  | 7.3  | .318  | 0.0 | 0.0 |      | 1.7 | 2.3  | .714  | 1.7 | 3.7 | 5.3  | 0.0 | 0.3 | 1.0 | 1.3 | 3.3 | 6.3  |
| 5  | Darrell Armstrong | 28   | PG   | 5 | 0  | 28.6 | 4.0  | 8.4  | .476  | 1.2 | 3.6 | .333 | 2.2 | 2.6  | .846  | 0.6 | 3.6 | 4.2  | 3.4 | 1.6 | 0.2 | 1.4 | 1.2 | 11.4 |
| 6  | Nick Anderson     | 29   | SG   | 5 | 5  | 26.0 | 2.4  | 7.2  | .333  | 0.8 | 3.0 | .267 | 0.0 | 0.4  | .000  | 0.6 | 5.2 | 5.8  | 0.6 | 0.6 | 1.8 | 1.2 | 1.6 | 5.6  |
| 7  | Dennis Scott      | 28   | SF   | 5 | 1  | 18.8 | 1.2  | 4.6  | .261  | 0.6 | 2.2 | .273 | 0.0 | 0.0  |       | 0.4 | 1.4 | 1.8  | 1.0 | 0.4 | 0.0 | 0.4 | 1.6 | 3.0  |
| 8  | Danny Schayes     | 37   | PF   | 5 | 2  | 18.4 | 1.8  | 4.6  | .391  | 0.0 | 0.0 |      | 0.8 | 0.8  | 1.000 | 0.8 | 1.6 | 2.4  | 1.0 | 0.4 | 0.2 | 0.8 | 3.2 | 4.4  |
| 9  | Brian Shaw        | 30   | PG   | 5 | 4  | 16.4 | 0.6  | 3.8  | .158  | 0.4 | 1.2 | .333 | 0.4 | 0.8  | .500  | 0.2 | 1.6 | 1.8  | 1.6 | 0.2 | 0.2 | 1.6 | 1.0 | 2.0  |
| 10 | Brian Evans       | 23   | SF   | 2 | 0  | 3.5  | 0.5  | 0.5  | 1.000 | 0.0 | 0.0 |      | 0.0 | 0.0  |       | 0.0 | 0.0 | 0.0  | 1.0 | 0.5 | 0.0 | 0.0 | 0.0 | 1.0  |
| 11 | Amal McCaskill    | 23   | C    | 2 | 0  | 3.5  | 1.0  | 1.5  | .667  | 0.0 | 0.0 |      | 0.5 | 1.5  | .333  | 0.0 | 1.5 | 1.5  | 0.5 | 0.0 | 0.0 | 0.0 | 0.5 | 2.5  |

## Galardones y récords
| Jugador        | Galardón                               |
| Penny Hardaway | 3.er Mejor quinteto de la NBA All-Star |